# OSAKA歌謡ウェーブ
水谷ひろしのOSAKA歌謡ウェ〜ブ（みずたにひろしのおおさかかようウェーブ）はラジオ大阪の歌謡曲を取り上げた音楽番組である。

## 概要
同番組は1990年代後半ごろから、年度上半期のプロ野球ナイター（当時はほぼ毎日放送されていた）のない主として金曜日と、下半期は日本シリーズ終了まで19-20時台の編成が組まれなかったためのクッション的なものとして放送されていたが、2005年から平日のナイターが廃止（2007年シーズンをもって週末も含めて全面廃止）されたことを受けて、『バンザイ歌謡曲それッ!』枠内の金曜スペシャルとして放送されていた。2006年度下半期はその『バンザイ歌謡曲それッ!』が廃枠となったため、土曜日18時30分から21時の生放送（パーソナリティのスケジュールによって前日の金曜日収録（ほとんど無編集で実質撮って出し）の場合がある）が行われた。2019年現在、日曜日18:00 - 20:00の生放送。
主として演歌歌手を中心に歌手（協賛レコード会社所属者に限る）2-3組程度を毎回スタジオに招き（新型コロナウィルス発生後は、一部のゲストが電話やZOOMなどの通信アプリ経由で出演するか、「メッセージゲスト」という形でリスナーや水谷らに宛てたコメントの放送に代える場合もある）、新曲プロモーションを展開する他、リスナーから寄せられたリクエストにも応えていく。
また、協賛レコード会社の歌手を呼んで定期的に歌謡ライブを行うことがある。

## 出演者
パーソナリティ
- 水谷ひろし

アシスタント
- 吉田奈央（2018年1月7日 - ）※読売テレビアナウンサーとは同姓同名の別人。

過去のアシスタント
- 米光寿恵（ - 2010年12月）※産休入りのため降板。
- 市川まゆ（2011年1月 - 2015年6月）
- 森崎瞳（2015年7月 - 2017年6月）
- 堀越さつき（2017年7月 - 2017年12月）

## 協賛レコード会社（順不同）
1. 日本コロムビア
2. ビクターエンタテインメント
3. キングレコード
4. テイチクエンタテインメント
5. ユニバーサルミュージック
6. 日本クラウン
7. 徳間ジャパンコミュニケーションズ
8. アップフロントワークス